# 気象庁が命名した自然現象の一覧
気象庁が命名した自然現象の一覧（きしょうちょうがめいめいしたしぜんげんしょうのいちらん）は、日本に自然災害をもたらした自然現象のうち、気象庁が命名したものの一覧である。
気象庁は「名称を定めることにより、防災関係機関等による災害発生後の応急・復旧活動の円滑化を図るとともに、当該災害における経験や貴重な教訓を後世に伝承することを期待する」として、顕著な災害を起こした自然現象に名称を定めている。また、気象庁の命名とは別に、各地域で独自に定められた災害やそれをもたらした自然現象の名称についても、後世への伝承の観点から利用し普及を図るとしている（たとえば、平成23年台風第12号による豪雨被害に対する「紀伊半島大水害」など）。
なお、自然現象に対する気象庁の命名とは別に、政府が災害の名称を定めることがある（兵庫県南部地震の災害に対する「阪神・淡路大震災」、東北地方太平洋沖地震の災害に対する「東日本大震災」）。

## 命名基準、名称の付け方
気象庁は2004年（平成16年）に命名基準、名称の付け方について公表した。その後改定され、現在の基準は2018年（平成30年）7月9日に公表されたものである。2018年までは基準に人的被害についての記載はなかったが、2013年（平成25年）に伊豆大島で発生した土砂災害など人的被害が大きいにもかかわらず命名されないケースがあったため、14年ぶりに基準が改訂されて「相当の人的被害」という基準が加えられた。

### 気象現象
台風を除く気象現象は以下のような顕著な被害が発生した場合に命名される。
- 損壊家屋等1,000棟程度以上または浸水家屋10,000棟程度以上の家屋被害
- 相当の人的被害
- 特異な気象現象による被害

名称の付け方は原則として「元号年＋月＋顕著な被害が起きた地域名＋現象名」とされる。ここで「現象名」とは、豪雨、豪雪、暴風、高潮等をいう。地域名は被害の広がり等に応じて判断される。豪雪は被害が長期間にわたることが多いため、冬期間全体を通した名称とされる。

#### 台風
台風は以下のような顕著な被害が発生し、かつ後世への伝承の観点から特に名称を定める必要があると認められる場合に命名される。
- 損壊家屋等1,000棟程度以上または浸水家屋10,000棟程度以上の家屋被害
- 相当の人的被害

名称の付け方は原則として「元号年＋顕著な被害が起きた地域・河川名＋台風」とされる。ここで「顕著な被害が起きた地域・河川名」とは、後世への伝承の観点から最も適した都道府県名、市町村名、地域名、河川名等をいう。

### 地震現象
地震現象は以下のような場合に命名される。
- 地震の規模が大きい場合
陸域：マグニチュード7.0以上（震源の深さ100km以浅）、かつ最大震度5強以上
海域：マグニチュード7.5以上（震源の深さ100km以浅）、かつ最大震度5強以上または津波の高さ2m以上
- 顕著な被害が発生した場合（全壊家屋100棟程度以上の家屋被害、相当の人的被害など）
- 群発地震で被害が大きかった場合

名称の付け方は原則として「元号年＋地震情報に用いる地域名＋地震」とされる。なお、1968年（昭和43年）のえびの地震までは「地域名＋地震」、1968年の日向灘地震から1978年（昭和53年）の宮城県沖地震までは「西暦年（＋月日）＋地域名＋地震」、1982年（昭和57年）の浦河沖地震から2016年（平成28年）の熊本地震までは「元号年（西暦年）＋地域名＋地震」と命名されていた。

### 火山現象
火山現象（噴火）は以下のような場合に命名される。
- 顕著な被害が発生した場合（相当の人的被害など）
- 長期間にわたる避難生活等の影響があった場合

名称の付け方は原則として「元号年＋火山名＋噴火」とされる。なお、1977年（昭和52年）の有珠山噴火は「西暦年＋火山名＋噴火」、1983年（昭和58年）の三宅島噴火から2000年（平成12年）の有珠山噴火までは「元号年（西暦年）＋火山名＋噴火」と命名されていた。

## 一覧

### 気象現象
| 名称                                       | 発生日または期間                               | 備考                                                       |
| ------------------------------------------ | ---------------------------------------------- | ---------------------------------------------------------- |
| 洞爺丸台風（昭和29年台風第15号）           | 1954年（昭和29年）9月                          |                                                            |
| 狩野川台風（昭和33年台風第22号）           | 1958年（昭和33年）9月                          |                                                            |
| 宮古島台風（昭和34年台風第14号）           | 1959年（昭和34年）9月                          | 第2宮古島台風を命名する際にさかのぼって命名された。        |
| 伊勢湾台風（昭和34年台風第15号）           | 1959年（昭和34年）9月                          |                                                            |
| 昭和36年梅雨前線豪雨                       | 1961年（昭和36年）6月24日 - 7月10日            |                                                            |
| 第2室戸台風（昭和36年台風第18号）          | 1961年（昭和36年）9月                          |                                                            |
| 昭和38年1月豪雪                            | 1963年（昭和38年）1月                          |                                                            |
| 昭和39年7月山陰北陸豪雨                    | 1964年（昭和39年）7月18日 - 19日               |                                                            |
| 第2宮古島台風（昭和41年台風第18号）        | 1966年（昭和41年）9月                          |                                                            |
| 昭和42年7月豪雨                            | 1967年（昭和42年）7月7日 - 10日                |                                                            |
| 第3宮古島台風（昭和43年台風第16号）        | 1968年（昭和43年）9月                          |                                                            |
| 昭和45年1月低気圧                          | 1970年（昭和45年）1月30日 - 2月2日             | 温帯低気圧に対して命名した唯一の事例。                     |
| 昭和47年7月豪雨                            | 1972年（昭和47年）7月3日 - 13日                |                                                            |
| 沖永良部台風（昭和52年台風第9号）          | 1977年（昭和52年）9月                          |                                                            |
| 昭和57年7月豪雨                            | 1982年（昭和57年）7月23日 - 25日               | 長崎県はこの豪雨による水害を「7.23長崎大水害」と命名した。 |
| 昭和58年7月豪雨                            | 1983年（昭和58年）7月20日 - 23日               |                                                            |
| 平成5年8月豪雨                             | 1993年（平成5年）7月31日 - 8月7日              |                                                            |
| 平成16年7月新潟・福島豪雨                  | 2004年（平成16年）7月12日 - 13日               |                                                            |
| 平成16年7月福井豪雨                        | 2004年（平成16年）7月17日 - 18日               |                                                            |
| 平成18年豪雪                               | 2005年（平成17年）12月 - 2006年（平成18年）2月 |                                                            |
| 平成18年7月豪雨                            | 2006年（平成18年）7月15日 - 24日               |                                                            |
| 平成20年8月末豪雨                          | 2008年（平成20年）8月26日 - 31日               |                                                            |
| 平成21年7月中国・九州北部豪雨              | 2009年（平成21年）7月19日 - 26日               |                                                            |
| 平成23年7月新潟・福島豪雨                  | 2011年（平成23年）7月27日 - 30日               |                                                            |
| 平成24年7月九州北部豪雨                    | 2012年（平成24年）7月11日 - 14日               |                                                            |
| 平成26年8月豪雨                            | 2014年（平成26年）7月30日 - 8月26日            |                                                            |
| 平成27年9月関東・東北豪雨                  | 2015年（平成27年）9月9日 - 11日                |                                                            |
| 平成29年7月九州北部豪雨                    | 2017年（平成29年）7月5日 - 6日                 |                                                            |
| 平成30年7月豪雨                            | 2018年（平成30年）6月28日 - 7月8日             |                                                            |
| 令和元年房総半島台風（令和元年台風第15号） | 2019年（令和元年）9月                          |                                                            |
| 令和元年東日本台風（令和元年台風第19号）   | 2019年（令和元年）10月                         |                                                            |
| 令和2年7月豪雨                             | 2020年（令和2年）7月3日 - 31日                 |                                                            |

### 地震現象
| 名称                                   | 発生日または期間                                    | 備考                                                                             |
| -------------------------------------- | --------------------------------------------------- | -------------------------------------------------------------------------------- |
| チリ地震津波                           | 1960年（昭和35年）5月23日                           | 津波に対する命名。                                                               |
| 北美濃地震                             | 1961年（昭和36年）8月19日                           |                                                                                  |
| 宮城県北部地震                         | 1962年（昭和37年）4月30日                           |                                                                                  |
| 越前岬沖地震                           | 1963年（昭和38年）3月27日                           |                                                                                  |
| 新潟地震                               | 1964年（昭和39年）6月16日                           |                                                                                  |
| 松代群発地震                           | 1965年（昭和40年）8月3日 - 1970年（昭和45年）6月5日 |                                                                                  |
| えびの地震                             | 1968年（昭和43年）2月21日                           |                                                                                  |
| 1968年日向灘地震                       | 1968年（昭和43年）4月1日                            |                                                                                  |
| 1968年十勝沖地震                       | 1968年（昭和43年）5月16日                           |                                                                                  |
| 1972年12月4日八丈島東方沖地震          | 1972年（昭和47年）12月4日                           |                                                                                  |
| 1973年6月17日根室半島沖地震            | 1973年（昭和48年）6月17日                           |                                                                                  |
| 1974年伊豆半島沖地震                   | 1974年（昭和49年）5月9日                            |                                                                                  |
| 1978年伊豆大島近海の地震               | 1978年（昭和53年）1月14日                           |                                                                                  |
| 1978年宮城県沖地震                     | 1978年（昭和53年）6月12日                           |                                                                                  |
| 昭和57年（1982年）浦河沖地震           | 1982年（昭和57年）3月21日                           |                                                                                  |
| 昭和58年（1983年）日本海中部地震       | 1983年（昭和58年）5月26日                           |                                                                                  |
| 昭和59年（1984年）長野県西部地震       | 1984年（昭和59年）9月14日                           |                                                                                  |
| 平成5年（1993年）釧路沖地震            | 1993年（平成5年）1月15日                            |                                                                                  |
| 平成5年（1993年）北海道南西沖地震      | 1993年（平成5年）7月12日                            |                                                                                  |
| 平成6年（1994年）北海道東方沖地震      | 1994年（平成6年）10月4日                            |                                                                                  |
| 平成6年（1994年）三陸はるか沖地震      | 1994年（平成6年）12月28日                           |                                                                                  |
| 平成7年（1995年）兵庫県南部地震        | 1995年（平成7年）1月17日                            | 政府は閣議でこの地震による震災の名称を「阪神・淡路大震災」とすることを了解した。 |
| 平成12年（2000年）鳥取県西部地震       | 2000年（平成12年）10月6日                           |                                                                                  |
| 平成13年（2001年）芸予地震             | 2001年（平成13年）3月24日                           |                                                                                  |
| 平成15年（2003年）十勝沖地震           | 2003年（平成15年）9月26日                           |                                                                                  |
| 平成16年（2004年）新潟県中越地震       | 2004年（平成16年）10月23日                          | 新潟県はこの地震による震災を「新潟県中越大震災」と命名した。                     |
| 平成19年（2007年）能登半島地震         | 2007年（平成19年）3月25日                           |                                                                                  |
| 平成19年（2007年）新潟県中越沖地震     | 2007年（平成19年）7月16日                           |                                                                                  |
| 平成20年（2008年）岩手・宮城内陸地震   | 2008年（平成20年）6月14日                           |                                                                                  |
| 平成23年（2011年）東北地方太平洋沖地震 | 2011年（平成23年）3月11日                           | 政府は閣議でこの地震による震災の名称を「東日本大震災」とすることを了解した。     |
| 平成28年（2016年）熊本地震             | 2016年（平成28年）4月14日、16日                     | 2016年4月14日21時26分以降に発生した熊本県を中心とする一連の地震活動を指す。      |
| 平成30年北海道胆振東部地震             | 2018年（平成30年）9月6日                            |                                                                                  |
| 令和6年能登半島地震                    | 2024年（令和6年）1月1日                             | 2020年12月以降に発生している石川県能登地方を中心とする一連の地震活動を指す。     |

### 火山現象
| 名称                           | 発生日または期間           | 備考 |
| ------------------------------ | -------------------------- | ---- |
| 1977年有珠山噴火               | 1977年（昭和52年）8月7日   |      |
| 昭和58年（1983年）三宅島噴火   | 1983年（昭和58年）10月3日  |      |
| 昭和61年（1986年）伊豆大島噴火 | 1986年（昭和61年）11月15日 |      |
| 平成3年（1991年）雲仙岳噴火    | 1991年（平成3年）6月3日    |      |
| 平成12年（2000年）有珠山噴火   | 2000年（平成12年）3月31日  |      |
| 平成12年三宅島噴火             | 2000年（平成12年）8月      |      |
| 平成26年御嶽山噴火             | 2014年（平成26年）9月27日  |      |
| 平成27年口永良部島噴火         | 2015年（平成27年）5月29日  |      |